# Versefod
Versefødder er den rytme som findes i et digt, vers eller bare udtalen af et enkelt ord. Lejlighedssange hvor versefødderne ikke passer er vanskelige eller umulige at synge.
En sang kan skrives med skæve versefødder med fuldt overlæg som en spiritusprøve til f.eks. firmafestens sene timer.
De mest almindelige er Trokæ (-.), Jambe (.-), Anapæst (..-) og Daktyl (-..)
, hvor (.) er en tryksvag stavelse og (-) en betonet stavelse.
Tips til at huske føddernes navne:
Anapæst: er let at huske, fordi ordet på dansk selv udgør en anapæst (med "a" og "na" som de tryksvage stavelser og "pæst" som den trykstærke.)
Daktyl: Hvis man husker, hvad ordet hed på oldgræsk, er det også let nok: "Dáktylos" (med tryk på første stavelse) udgør en daktyl på dansk.
Jambe og trokæ: Skal huskes omvendt, så at sige: Ordet "jambe" udgør en trokæ (-.), og ordet "trokæ" udgør en jambe (.-).
Disse huskeregler kan selvfølgelig kun bruges i forb. med moderne metrik (og de virker naturligvis kun på dansk). Alle ordene stammer fra oldtiden, hvor man har opfattet metrik på en helt anden måde, end vi gør i dag.
Ordner man flere fødder efter hinanden, efter et system, får man et versmål. Indtil begyndelsen af det 20. årh. var dét definitionen på poesi. I dag er det ikke så simpelt. Sangskrivningen er i reglen det eneste sted, hvor man af og til kan tale om en fast rytme i teksten. Men selv her er det de færreste tekstforfattere, der tænker over, hvordan de ordner tekstens fødder.